# Tre femmine che scottano
Tre femmine che scottano (Le Saint mène la danse) è un film del 1960 diretto da Jacques Nahum.